# Osmanska Ogrska
Osmanska Ogrska (madžarsko Török hódoltság) je bilo ozemlje južne in osrednje srednjeveške Ogrske, na katerem je od leta 1541 do 1669 vladalo Osmansko cesarstvo.

## Zgodovina
Moč Osmanskega cesarstva je od 16. stoletja postopoma naraščala. Vladalo je na celem Balkanu, medtem ko so Ogrsko slabili kmečki upori. Med vladanjem Ludvika II. Jagela (1516–1526) so ogrsko plemstvo razklala notranja nesoglasja.
V vojni, katere povod je bila izmišljena diplomatska žalitev, ja Sulejman Veličastni (1520-1566) napadel Kraljevino Ogrsko in leta 1521 osvojil Beograd. Z globljim prodorom v oslabelo kraljestvo ni hitel. Napadel je šele leta 1526 in v bitki pri Mohaču 29. avgusta prepričljivo porazil slabo vodeno ogrsko vojsko, Njegova vojska je štela 45.000 mož. Po zmagi je postal pomemben dejavnik na Ogrskem. Za svojega pol-vazala je imenoval Ivana Zapoljo, čeprav se je za zakonitega ogrskega kralja štel njegov sovražnik Ferdinand I. Habsburški. Sulejman je poskušal streti avstrijsko vojsko, vendar je moral  obleganje Dunaja leta 1529 zaradi prihajajoče zime prekiniti in se umakniti. 
Naslov ogrskega kralja – Ivan Zapolja ali Ferdinand I., je ostalo sporno do leta 1540. Ko so Osmani leta 1541 osvojili Budim, je zahodni in severni del Ogrske (Kraljeva Ogrska) za svoje kralje priznal Habsburžane, južni del pa je bil priključen k Osmanskemu cesarstvu. Na vzhodu je v tako imenovanem Vzhodnem ogrskem kraljestvu vladal Zapoljev sin Ivan Sigismund Zapolja. Kraljestvo se je leta 1570 preimenovalo v Kneževino Transilvanijo. Velik del vojske 17.000 do 19.000 vojakov v osmanskih trdnjavah na sedanjem Madžarskem so tvorili pravoslavni in muslimanski balkanski Slovani. Južni Slovani so služili tudi kot spopadniki (akıncı) in lahki konjeniki, ki so plenili po Ogrski.
Osmanska okupacija Ogrske je povzročila veliko sprememb. Veliki deli države so ostali nenaseljeni, polja je začel preraščati gozd, poplavne ravnice pa so postale močvirja. Življenje je postalo nevarno. Kmetje so pobegnili v gozdove in močvirja in organizirali gverilske bande – hajduke. Ogrska je za Osmansko cesarstvo kmalu postala breme, ker je za vzdržavanje dolge verige obmejnih trdnjav požrlo velik del državnih dohodkov. Gospodarstvo v nekaterih delih Ogrske je kljub temu cvetelo. Na ogromih nenaseljenih predelih je meščanstvo začelo rediti živino in jo prodajati v južno Nemčijo in severno Italijo. V nekaterih letih so izvozili po 500.000 glav živine. Volno so prodajali na Češko, Avstrijo in Poljsko.
Poraz osmanske vojske pod poveljstvom velikega vezirja Kara Mustafa Paše med drugim obleganjem Dunaja leta 1683 je bil ključen dogodek, ki je prevesil ravnotežje sil v regiji na habsburško stran. Velika turška vojna se je končala s sklenitvijo Karlovškega miru, po katerem je moralo Osmansko cesarstvo Habsburžanom prepustiti večino ozemlja nekdanje srednjevešle Kraljevine Ogrske. Habsburžani, ki so do Karlovškega miru vladali samo v Kraljevi Ogrski, so oblast razširili na nova pridobljena ozemlja in državo preimenovali v Kraljevino Ogrsko (1526–1867).
Število osmanskih vojaških posadk na Ogrskem se je spreminjalo. Na vrhu obdobja sredi 16 stoletja je bilo tam 20.000-22.000 mož, kar je za tako veliko ozemlje malo. Število vojakov na podeželju je bilo zelo majhno, ker je bila večina njih zbrana v nekaj ključnih trdjnavah.  Leta 1640, ko je bilo stanje na meji mirno, je za cel Budimski pašaluk zadostovalo 8.000 janičarjev in neznano število rekrutov.

## Uprava
Ozemlje je bilo razdeljeno na ejalete (provinca, pašaluk), ti pa na sandžake. Najvišji državni funkcionar je bil budimski paša. Vsa okupirana ozemlja so sprva spadala v Budimski ejalet. Kasneje so bili ustanovljeni še ejaleti Temišvar, Sigetvar, Kaniža, Eger in Varad (Ordea). Ejalet Temišvar je bil v sedanji Romuniji, vendar je obsegal tudi nekaj madžarskega ozemlja. Za upravo, sodstvo in obrambo so bili odgovorni paše in sandžakbegi. Edini interes osmanske države je bil obdržati in zavarovati svoje ozemlje.
Lastnik vse zemlje v Osmanskem cesarstvu, tudi na Ogrskem, je bil sultan, ki je okoli 20% zemlje obdržal zase, drugo pa je razdelil vojakom in civilnim uslužbencem. Osmanske posestnike je zanimalo samo kako iz posesti iztisniti čim več bogastva v čimkrajšem času. Osmansko vlado je zanimalo samo pobiranje davkov. Lastnikom zemlje je ostalo bolj malo, zato je veliko lastnikov in meščanov pobegnilo v habsburško Kraljevino Ogrsko. Vojne, zasužnjevanje in beg plemstva, ki je izgubilo svoje posesti, so povzročili depopulacijo podeželja. Osmani so bili po drugi strani versko zelo strpni in dovoljevali različnim etničim skupnostim znatno avtonomijo znotraj skupnosti. Mesta so imela samoupravo. V njih se je preko obrti in trgovine sčasoma razvil cvetoč srednji družbeni sloj.
Veliki vezir, najvišji državni uradnik v Osmanskem cesarstvu, je postal najmanj en Madžar: Hadim Sulejman Paša.

## Etnične spremembe med osmansko vladavino
150 let stalnih vojn med katoliškimi državami in Osmanskim cesarstvom je zaustavilo rast prebivalstva. Mrežo ogrskih srednjeveških naselij so uničili naseljenci iz mest. Etnična sestava prebivalstva nekdanje Kraljevine Ogrske je zaradi deportacij in pokolov temeljito spremenila. Število etničnih Madžarov se je do konca osmanske vladavine bistveno zmanjšalo.
Gospodarsko nazadovanje prestolnice Budima med osmansko okupacijo najbolje ilustrira stagnacija števila prebivalcev. Število prebivalcev leta 1686 ni bilo nič večje od tistega pred dvesto leti v 15. stoletju. Osmani so dopustili, da se je ogrska kraljeva palača porušila. Palačo so pretvorili v skladišče smodnika, ki je med obleganjem leta 1686 eksplodiralo. Število krščanskih prebivalcev se je zaredi pobegov v habsburški del Ogrske v naslednjih desetletjih znatno zmanjšalo. V Budimu so zaćeli prevladovati judovski in romski priseljenci.
Ko je ogrsko meščanstvo začutilo, da ga prisotnost osmanske vojske ogroža, se je začelo seliti v bolj varne kraje. Mesta so postala središča osmanske uprave, število krščankega prebivalstva pa je začelo upadati. Izjema so bila nekatera mesta brez vojaških posadk. Na začetku 17. stoletja so v delih Osmanske Ogrske začeli prevladovati srbski begunci. Največ se jih je naselilo na ozemlju med Savo in Dravo ter  Tiso in Donavo.
Po sodobnih ocenah je bil delež Madžarov v karpatskem bazenu na koncu 15. stoletja okoli 80%, delež Nemadžarov pa ne večji od 20-25%. Po osmanski okupaciji je delež Madžarov začel upadati. Največji vzrok za to so bile stalne vojne, osmanski roparski pohodi, lakote in epidemije bolezni. Vojne so se dogajale predvsem na ozemljih, naseljenih z Madžari, zato je bilo med njimi več žrtev kot med drugimi nacionalnostmi.
V vseh treh delih Ogrske, Habsburški, Osmanski in Transilvaniji se je število prebivalstva v 17. stoletju samo neznatno povečalo. Po podatkih iz verodostojnih študij se je v vseh treh regijah skupaj povečalo s približno 3,5 milijona v 16. stoletju na približno 4 milijone na koncu 17. stoletja. Številke se nanašajo na obdobje pred priseljevanjem iz drugih delov Habsburškega cesarstva. Osmansko-habsburške vojne v 17. stoletju so prizadele prebivalstvo v mnogo ožjem pasu ozemlja in niso resno vplivale na umrljivost v primerjavi z drugim civilnim prebivalstvom. Gospodarske vezi med sosednjimi regijami so bile med dolgotrajnimi vojnami v 17. stoletju prekinjene. Naresnejše prekinitve so nastale med ogrsko krizo, zlasti med najetežjimi spopadi med Osmani in Habsburžani v letih 1604-1606 in večkrat kasneje do državljanske vojne med Bocskayevim uporom.
V poznem 16. stoletju je bilo v Osmanski Ogrski 900.000, Habsburški Ogrski 1.800.000 in Transilvaniji 800.000 Madžarov, skupaj 3.500.000.  V 17. stoletju je začelo število Madžarov v Osmanski Ogrski rahlo rasti: z 900.000 na približo 1.000.000. Rast je bila primerljiva z rastjo v Habsburški Ogrski in Trasilvaniji.

## Kultura
Na skrajnem severnem delu Osmanskega cesarstva se je kljub stalnemu vojskovanju s Habsuržani razvilo nekaj kulturnih središč. Primerki klasične osmanske arhitekture, videni v Konstantinoplu in Edirnu, so se pojavili v tedanji južni Ogrski. Najopaznejše zgradbe so bile mošeje, mostovi, fontane, kopališča in šole. Po habsburški osvojitvi Ogrske je bila večina objektov porušena. V osmanskem obdobju je bilo na Ogrskem zgrajenih 75 hamamov (javnih kopališč), ki so se obdržali še dolgo po habsburški zasedbi.

### Islamske šole
V 17. stoletju je bilo v 39 večjih mestih zgrajenih 165 osnovnih šol (mekteb) in 77 srednjih in akademskih verskih šol (medrese). V osnovnih šolah se je poučevalo pisanje, osnovna aritmetika, branje Korana in najpomembnejše molitve. V dvanajstih medresah sta se poučevala islamska teologija in islamsko pravo. Večina medres je bila v Budimu (dvanajst), Pečuhu pet in v Egriju štiri. Najslavnejša medresa v Osmanski Ogrski je bila Budimska, ki jo je zgradil Srb  Mehmed Paša Sokolović v 17. stoletju (vladal 1566–1578). 
V mošejah ljudje niso samo molili, ampak se tudi učili brati in pisati in brali Koran in molitve. Pridige so bile najučinkovitejša oblika političnega izobraževanja. Ob številnih mošejah so bile tudi srednje šole in samosteni [[Derviš|derviškega reda] , ki so služili kot središča kulture in izobraževanja. Širjenje kulture so podpirale tudi knjižnice. Šolska knjižnica Mehmed Paše Sokolovića v Budimu je razen islamskih verskih knjig posedovala tudi literarna dela, oratorije, poezijo in knjige o astronomiji, glasbi, arhtekturi in medicini.

### Religija
Osmani so bili versko zelo strpni in niso prepovedali krščanstva, islama pa niso širili s silo.  Eden od avtorjev je v 17. stoletju o tem zapisal:
Medtem so [Turki] bolj z zvijačo kot na silo zmagali [pomuslimanili]  in Kristusu sleparsko ugrabili človeška srca. Za Turke je res, da v sedanjem času nobene dežele ne spreobračajo na silo, ampak uporabljajo druga nezaznavna sredstva za izkoreninjanje krščanstva...
Relativna verska strpnost Osmanov je omogočila, da je na Ogrskem preživel protestantizem, na primer reformistična cerkev, ki je bil v habsburškem delu Ogrske krepko zatiran. 
Na osmanskem delu sedanje Ogrske je živelo okoli 80.000 muslimanov, večinoma uradnikov, vojakov, umetnikov in trgovcev, večinoma Tatarov iz Krimskega kanata. Vero so prakticirali v novozgrajenih mošejah ali krščanskih cerkvah, ki so jih preuredili v mošeje. Za plače verskih uslužbencev in vzdržavanje mošej in cerkva so skrbeli osmanska država in dobrotniki.
Ob sunitskem islamu so cvetele tudi številne derviške skupnosti, vključno z bektaši, halveti in mevlevizi. Znameniti Gül Babov samostan v Budimu. v katerem je bilo 60 dervišev, je pripadal redu bektašev. Stal je blizu tabora janičarjev. Zgradil ga je Jahjapašazade Mehmed Paša, tretji beglerbeg  (guverner) Budima. Gül Babova grobnica (turbe) je najbolj severno mesto islamskih osvajanj.
Drug znamenit samostan iz tistega časa je bil samostan halvetskih dervišev. Zgrajen je bil okoli leta 1576 ob grobnici sultana Sulejmana I. Veličastnega (1520–1566) v Szigetvárju in kmalu postal versko in kulturno središče tega območja. Znani prior samostana je bil bosanski Šejk Ali Dede. Še en znan samostan je bil samostan Jakovali Hasan Paše v  Pečuhu. Njegov najbolj izstopajoč mevlevijski derviš je bil Pečevi Arifi Ahmed Dede, Turek iz Peçuya.
Ob koncu 16. stoletja je bilo okoli 90% prebivalcev Osmanske Ogrske protestantov, večinoma kalvinistov.